# Rouffiac (Tarn)
Rouffiac település Franciaországban, Tarn megyében. Lakosainak száma 632 fő (2022. január 1.). Rouffiac Albi, Aussac, Carlus, Fénols, Florentin és Poulan-Pouzols községekkel határos.

## Népesség
A település népessége az elmúlt években az alábbi módon változott:
| Lakosok száma | 632  | 639  | 642  | 622  | 613  | 626  | 626  | 625  | 632  |
|               | 2013 | 2015 | 2016 | 2017 | 2018 | 2019 | 2020 | 2021 | 2022 |